# George Caspar Homans
George Caspar Homans (11. srpna 1910 – 29. května 1989) byl americký sociolog, považovaný za předního představitele sociologie malých skupin; je zakladatelem behaviorálního proudu sociologie a teorie směny. V období 1950 – 1970 patřil k jedněm z nejvýznamnějších teoretiků disciplíny a o jeho myšlenkách se diskutovalo a často též byly odmítány.

## Život
G. C. Homans se narodil 11. srpna 1910 v Bostonu v Massachusetts. Roku 1928 nastoupil na Harvardovu univerzitu se záměrem studovat americkou literaturu a angličtinu, nakonec studoval také sociologii, psychologii a historii. Po absolvování univerzity začal v roce 1939 na Harvardu přednášet především sociologii a dějiny středověku. V roce 1964 byl zvolen presidentem Americké sociologické společnosti. Zemřel 29. května 1989 v Cambridge v Massachusetts.

## Dílo a teorie
Homansovo tvůrčí období bývá někdy rozdělováno na dvě fáze, tzv. induktivní a deduktivní. První fáze počíná vydáním díla The Human Group v roce 1950, druhá fáze publikací knihy Social Behaviour as Exchange o osm let později.

### Induktivní fáze
Klíčovou knihou tohoto období je dílo The Human Group, prvně vydané v roce 1950. Homans předkládá názor, že sociální realita by měla být zkoumána na třech úrovních:
- (1) sociální události
- (2) zvyklosti
- (3) analytické hypotézy, které zachycují procesy, jimiž se zvyklosti objevují, udržují nebo mění

Lidská skupina není předmětem Homansova zájmu sama o sobě, ale zejména jako prostředí, v němž probíhá lidské chování. Hypotézy jsou formulovány prostřednictvím vztahů mezi proměnnými jako interakční frekvence, podobnost aktivit, intenzita citů a konformita vůči normám. Norma je příslušníky skupin přijímaná idea o tom, co mají za určitých podmínek dělat, resp. co lze očekávat za důsledky, jestliže se skutečné chování odchyluje od očekávaného. Homans považuje normy za činitele určujícího chování lidí ve skupinách; normy, které určují určité pozice (např. předepisují držiteli dané pozice, jaké má plnit úkoly), pak nazývá rolemi. Vedle norem Homans rozlišuje pojmy autorita, kontrola a rozkaz. Rozkaz vůdce, který je přijat členem a určuje jeho jednání, má autoritu. Kontrola je pak proces, jímž je zaručen soulad v chování příslušníků skupiny (máme-li na mysli chování odpovídající normám). V teoretické analýze malých skupin začíná Homans poprvé užívat pojmů, které později v jeho díle získají klíčový význam – např. posílení nebo směna.
V knize The Human Group také Homans rozlišuje vnitřní (interior) a vnější (exterior) systém skupiny:
- (1) vnější systém skupiny
  - prvky vytvářeny čistě formálně se záměrem učinit skupinu funkční vzhledem k prostředí (vojenská jednotka – armáda; pracovní skupina – podnik; třída – škola apod.)
- (2) vnitřní systém skupiny
  - podmíněn zřízením (1), neformální, neplánovaný, prvky se postupně ustalují a standardizují
  - diferenciace vůči nečlenům – upevňuje skupinovou soudržnost více než prvky (1); vznikají skupinově specifické normy, jejichž dodržování je odměňováno a nedodržování trestáno
  - vnitřní systém upravuje reakce skupiny na tlaky prostředí, sám jej dokonce může i aktivně ovlivňovat

### Deduktivní fáze
Ústředním dílem této fáze Homansova díla je kniha Social Behaviour as Exchange z roku 1958. Volba jednání je záležitostí pravděpodobnosti, s jakou povede k vyšší odměně než ostatní možné alternativy. Sociální jednání jako směna znamená, že vyšší počet jedinců, z nichž každý jedná na základě těchto behaviorálních principů, vytvoří interakční systém. Základní odměnou, kterou si mohou lidé vzájemně poskytovat, je společenské uznání. Homans zkoumá, jakými interakčními pravidly se řídí vzájemná směna odměňujících a trestajících aktivit. Klíčovou snahou aktérů je získat více, než kolik činily náklady.
Zásady své teorie směny Homans dále rozvíjí v knize Social Behaviour: Its Elementary Forms (1961, revidováno 1974).

### Kritika
Jednou ze základních Homansových tezí je: interakce s druhými sama může být odměnou. Homans zde však opomíjí faktor moci, jenž vztahy nadřazenosti a podřazenosti mezi členy strukturuje; Homans tvrdí, že lidé mají vždy možnost do směnně nevýhodných vztahů nevstupovat.